# Jessica Rothe
Jessica Alison Rothenberg, mais conhecida como Jessica Rothe (Denver, 28 de maio de 1987) é uma atriz norte-americana. É mais conhecida por interpretar Alexis no filme indicado ao Oscar de 2016, La La Land e Tree Gelbman nos filmes A Morte Te Dá Parabéns e A Morte Te Dá Parabéns 2.

## Vida pessoal
Rothe nasceu em Denver, Colorado, filha de Susan e Steve Rothenberg. O pai de Rothe é judeu. Sua avó, Colleen Rothenberg, era uma atriz de teatro. Quando era pequena, frequentou acampamentos de teatro de verão na Cidade de Kansas. Rothe se formou na Universidade de Boston em 2009 com um diploma de bacharel em Belas Artes, e durante esse tempo ela aprendeu a tocar violino, sapatear e fazer olaria.

## Filmografia

### Cinema
| Ano  | Título                     | Papel                  | Notas                             |
| ---- | -------------------------- | ---------------------- | --------------------------------- |
| 2013 | Promised Land              | Maya                   |                                   |
| 2013 | The Last Keepers           | Jessica                | Creditada como Jessica Rothenberg |
| 2013 | The Hot Flashes            | Millie Rash            | Creditada como Jessica Rothenberg |
| 2013 | Bastards of Young          | Samantha, the evil     | Creditada como Jessica Rothenberg |
| 2013 | Jack, Jules, Esther and Me | Jules                  | Creditada como Jessica Rothenberg |
| 2014 | Dissocia                   |                        | Short film                        |
| 2015 | Lily & Kat                 | Lily                   |                                   |
| 2015 | Parallels                  | Beatrix Carver         |                                   |
| 2015 | The Preppie Connection     | Laura                  |                                   |
| 2016 | Juveniles                  | Amber                  |                                   |
| 2016 | Trust Fund                 | Reese Donahue          |                                   |
| 2016 | Wolves                     | Lola                   |                                   |
| 2016 | The Tribe                  | Jenny                  |                                   |
| 2016 | Summertime                 | Jules                  |                                   |
| 2016 | La La Land                 | Alexis                 |                                   |
| 2016 | Better Off Single          | Mary                   |                                   |
| 2017 | Happy Death Day            | Theresa "Tree" Gelbman |                                   |
| 2017 | Please Stand By            | Julie                  |                                   |
| 2017 | Tater Tot & Patton         | Andie                  |                                   |
| 2018 | Forever My Girl            | Josie                  |                                   |
| 2019 | Happy Death Day 2U         | Theresa "Tree" Gelbman |                                   |
| 2020 | Valley Girl                | Julie Richman          |                                   |
| 2020 | All My Life                | Jennifer "Jenn" Carter |                                   |

### Televisão
| Ano  | Titulo                                     | Papel           | Notas                         |
| ---- | ------------------------------------------ | --------------- | ----------------------------- |
| 2010 | America's Most Wanted: America Fights Back | Bojana Mitic    | Episódio: "The Pink Panthers" |
| 2011 | The Onion News Network                     | Katie Clements  | 2 episodes                    |
| 2011 | Happy Endings                              |                 | Episódio: "Baby Steps"        |
| 2012 | Gossip Girl                                | Young Woman     | Episódio: "The Backup Dan"    |
| 2013 | Blue Bloods                                | Sylvie Freeland | Episódio: "Protest Too Much"  |
| 2013 | Futurestates                               | Maya            | Episode: "Promised Land"      |
| 2013 | High Maintenance                           | Rachel          | Episódio: "Elijah"            |
| 2014 | Next Time on Lonny                         | Stephanie       | 6 episódios                   |
| 2016 | Chicago P.D.                               | Madison         | Episódio: "If We Were Normal" |
| 2016 | Mary + Jane                                | Paige           | 10 episódios                  |